# Lichtenhain (Gräfenthal)
Lichtenhain ist ein Ortsteil der Stadt Gräfenthal im Landkreis Saalfeld-Rudolstadt in Thüringen.

## Lage
Lichtenhain ist mit 650 Meter über NN der höchstgelegene Ortsteil von Gräfenthal. Er ist über die Landesstraße 1150 und eine serpentinenartige Zubringerstraße zu erreichen. Die Gemarkung liegt im Thüringer Schiefergebirge. Das Hochplateau mit der Flur des Ortsteils ist stark kupiert und mit Wald umschlossen. Der östliche Nachbarort ist die Stadt Ludwigsstadt mit ihrem Stadtteil Ebersdorf in Bayern.
Der Rennsteig verläuft nur wenige km östlich der Ortschaft. Die mittelalterliche Bergdorfkirche hat bis heute ihren ursprünglichen Charakter erhalten und ist durchaus sehenswert.

## Geschichte

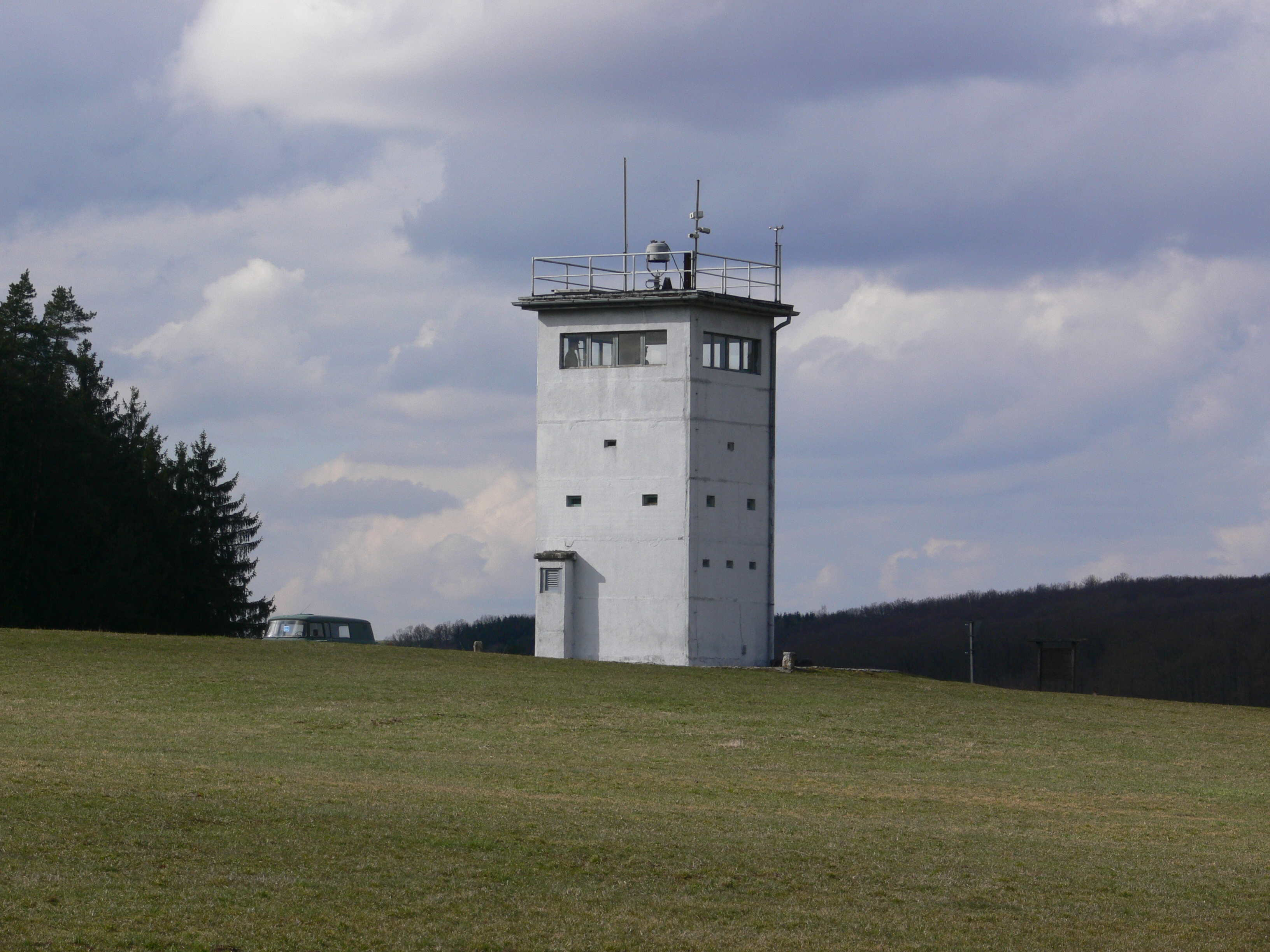
Kp-Führungsstelle mit B-Turm der ehemaligen DDR-Grenztruppen

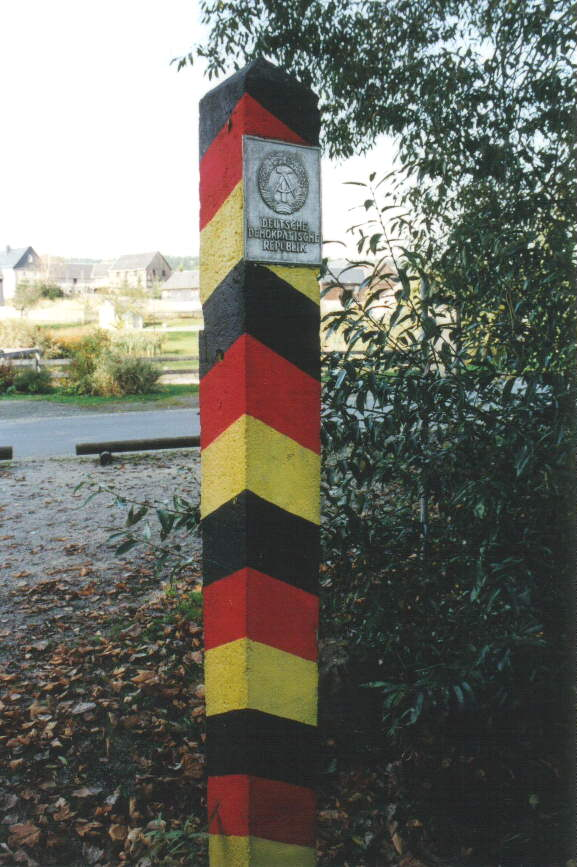
Grenzpfosten ehemalige innerdeutsche Grenze

Lichtenhain wurde am 29. Juni 1414 erstmals urkundlich genannt.
Der Ort lag bis 1990 in unmittelbarer Nähe der innerdeutschen Grenze, im sogenannten 500-m-Schutzstreifen (5-km-Sperrgebiet im Grenzgebiet DDR zur BRD), und war Stationierungsort der 11. Grenzkompanie (3. Grenzbataillon) Grenzregiment 15 (Sonneberg) der Grenztruppen der DDR. Im Ort, zwischen den beiden Grenzzäunen der Sicherungsanlagen der DDR, befand sich in einem BT9 (Beobachtungsturm) die Führungsstelle mit der 1. Alarmgruppe. dazu noch ein BT11 auf dem sogenannten Vorfeld. Im Februar 1985 wurde das 15. Grenzregiment neu organisiert. Ab diesem Zeitpunkt war es die 7. Grenzkompanie im 2. Grenzbataillon des Grenzregiments 15.
Anmerkung: Der 500-m-Schutzstreifen war Teil des 5-km-Sperrgebiets an der innerdeutschen Grenze. Für den zeitweiligen und ständigen Aufenthalt in diesem Schutzstreifen galten zusätzliche Einschränkungen.
Im März 1976 wurde der Ortsteil Kleinlichtenhain an die Gemeinde Kleintettau im Landkreis Kronach (Bayern) abgetreten.
Am 9. April 1994 wurde die Gemeinde Lichtenhain bei Gräfenthal in die Stadt Gräfenthal eingegliedert.

## Sehenswürdigkeiten
- Kirche St. Sebastian (Lichtenhain)

## Wirtschaft und Tourismus
Forstwirtschaft und ökologische Landwirtschaft sind neben sanftem Tourismus Erwerbsquellen der 100 Einwohner im Dorf. Zunehmender Beliebtheit erfreuen sich Wanderungen, vor allem bei unseren holländischen Mitbürgern, zum nahe gelegenen Rennsteig und entlang der ehemaligen innerdeutschen Grenze zwischen Bayern und Thüringen, beispielsweise zum nahe gelegenen Ratzenberg mit der Thüringer Warte.
| Bezeichnung | Höhe NN | Richtung | Entfernung | Besonderheit                                               |
| ----------- | ------- | -------- | ---------- | ---------------------------------------------------------- |
| Mittelberg  | 617 m   | NNW (⊙)  | 4,7 km     | teilweise Nadelwald, nahe Reichmannsdorf                   |
| Rauhhügel   | 802 m   | NW (⊙)   | 4,2 km     | Bergkuppe mit Aussichtsturm Leipziger Turm, Bergrestaurant |
| Mutzenberg  | 770 m   | NWW (⊙)  | 4,8 km     | teilweise Nadelwald, nahe dem Ort Schmiedefeld             |
| Rodeberg    | 761 m   | W (⊙)    | 6,6 km     | Nadelwald, nahe der Gemeinde Piesau                        |
| Roter Berg  | 799 m   | W (⊙)    | 5,4 km     | Nadelwald, nahe der Gemeinde Spechtsbrunn                  |
| Hammerberg  | 712 m   | SW (⊙)   | 7,6 km     | angrenzend „Bergwiesen im Sonneberger Oberland“            |
| Todtenkopf  | 664 m   | SO (⊙)   | 8,2 km     | bewaldet mit Nadelgehölz                                   |
| Hoenkuppe   | 720 m   | NO (⊙)   | 1,2 km     | „Hausberg“ zu Lichtenhain, ehemals Grenze Bayern/Thüringen |
| Ratzenberg  | 678 m   | NO (⊙)   | 4,3 km     | Bergkuppe mit Aussichtsturm Thüringer Warte                |
| Koldizberg  | 584 m   | NO (⊙)   | 7,2 km     | Nahegelegen der Schieferbrüche bei Probstzella             |